# Cerașu
Cerașu is een Roemeense gemeente in het district Prahova.
Cerașu telt 5187 inwoners.